# Michel Lelièvre
Michel Lelièvre (Namen, 11 mei 1971) is een Belgische ex-gedetineerde die lid was van de bende van Marc Dutroux.
Als afhankelijke drugsverslaafde werd Lelièvre beschouwd als een marionet van Dutroux. Hij speelde een actieve rol in de ontvoering van vier meisjes en handelde in drugs. Lelièvre heeft een bekentenis afgelegd op alle punten waarvan hij beschuldigd werd.

## Straf en vrijlating
De toen 33-jarige Lelièvre werd in juni 2004 door het hof van assisen in Aarlen op het proces-Dutroux tot 25 jaar opsluiting veroordeeld. Hij zat al sinds 1996 in voorarrest. 
In oktober 2005 vroeg hij voor de eerste keer zijn voorwaardelijke invrijheidstelling aan, nadat hij een derde van zijn straf had uitgezeten. Dit verzoek werd afgewezen, omdat hij nog altijd geen schadevergoeding had betaald aan zijn slachtoffers. Verschillende latere aanvragen voor voorwaardelijke invrijheidstelling werden ook afgewezen omwille van Lelièvre's drugsproblematiek.
Zelf kreeg Lelièvre in 2007 door het Europees Hof voor de Rechten van de Mens een schadevergoeding van 6.000 euro toegewezen, omdat hij tot aan zijn proces te lang - acht jaar - in voorarrest had gezeten.
Sinds 2013 heeft Lelièvre enkele keren de gevangenis voor een aantal uren en onder begeleiding mogen verlaten. In 2018 mocht hij voor de eerste keer met penitentiair verlof en bracht hij een nacht buiten de gevangenis door. Eind september 2019, enkele jaren voor Lelièvre's straf zou eindigen, besliste de Brusselse strafuitvoeringsrechtbank om hem de voorwaardelijke invrijheidstelling toe te kennen op voorwaarde dat hij een woning vond. Op 20 oktober 2019 gingen in Brussel een vierhonderdtal mensen in een "Zwarte Mars" de straat op uit protest tegen deze vrijlating. Deze mars was een tegenhanger van de Witte Mars die op 20 oktober 1996 gehouden werd.
Nadat Lelièvre een woning had gevonden, werd de 48-jarige Lelièvre op 2 december 2019 vrijgelaten uit de gevangenis. De voorwaarden waaronder hij werd vrijgelaten hielden in dat hij geen nieuwe misdrijven mocht begaan, zich steeds moest melden bij zijn justitieassistent, geen alcohol of drugs mocht gebruiken, een opleiding moest volgen of werk moest zoeken, zijn slachtoffers moest vergoeden, geen contact met hen of andere daders mocht hebben en een aantal gebieden moest mijden (waaronder de provincies Vlaams-Brabant, Limburg, Henegouwen, Luik en Luxemburg en bepaalde plaatsen in het Brusselse). Op 18 december 2019 werd hij opgewacht en in elkaar geslagen door een groep die uit was op wraak.